# マッキントッシュの男
『マッキントッシュの男』（原題：The Mackintosh Man）は、1973年制作のイギリス・アメリカ合衆国合作のスパイ・サスペンス映画。

## 概要
イギリスの作家デズモンド・バグリィ原作の小説『The Freedom Trap』を巨匠ジョン・ヒューストン監督が映画化。ウォルター・ヒルが脚本を執筆している。主演はポール・ニューマン。
英国、アイルランド、マルタ島を舞台に国際的スパイ戦に巻き込まれた男の行動を追う。
出演は他に、ドミニク・サンダ、ジェームズ・メイソン、ハリー・アンドリュース、マイケル・ホーダーン、イアン・バネンら。

## あらすじ
ロンドン。プロの泥棒ジョセフ・リアデンは“マッキントッシュ”なる謎の人物に呼ばれる。“マッキントッシュ”は高価な宝石を盗む強盗の完璧な計画を準備しており、秘書のスミス夫人の協力で計画は実行に移されるが、スイスへ宝石を運ぼうとしたジョセフは逮捕・投獄されてしまう。
刑務所内でジョセフはソームズ＝トレヴェリアンという男から脱獄を手助けする秘密組織の手で脱獄させてやるという話を持ちかけられる。その話に乗り、脱獄に成功したジョセフであったが、これをきっかけに国際的スパイ戦争の渦中に巻き込まれていく。

## キャスト
| 役名                     | 俳優                   | 日本語吹替                                                            |
| 役名                     | 俳優                   | テレビ朝日版                                                          |
| ------------------------ | ---------------------- | --------------------------------------------------------------------- |
| ジョセフ・リアデン       | ポール・ニューマン     | 川合伸旺                                                              |
| スミス夫人               | ドミニク・サンダ       | 田島令子                                                              |
| ジョージ・ウィーラー議員 | ジェームズ・メイソン   | 鈴木瑞穂                                                              |
| マッキントッシュ         | ハリー・アンドリュース | 島宇志夫                                                              |
| スレイド                 | イアン・バネン         |                                                                       |
| ブラウン                 | マイケル・ホーダーン   |                                                                       |
| ソームズ＝トレヴェリアン | ナイジェル・パトリック |                                                                       |
| ブランスキル警部         | ピーター・ヴォーン     |                                                                       |
| ゲルダ                   | ジェニー・リュネカー   |                                                                       |
| 判事                     | ローランド・カルヴァー |                                                                       |
| オドノヴァフ             | ノエル・パーセル       |                                                                       |
| 弁護士                   | レオ・ゲン             |                                                                       |
| 不明 その他              |                        | 緑川稔 石丸博也 村松康雄 上田敏也 峰恵研 千田光男 曾我部和行 藤城裕士 |
|                          |                        |                                                                       |
| 演出                     | 演出                   | 左近允洋                                                              |
| 翻訳                     | 翻訳                   | 進藤光太                                                              |
| 効果                     | 効果                   | PAG                                                                   |
| 調整                     | 調整                   | 栗林秀年                                                              |
| 制作                     | 制作                   | グロービジョン                                                        |
| 解説                     | 解説                   | 淀川長治                                                              |
| 初回放送                 | 初回放送               | 1980年11月16日 『日曜洋画劇場』                                       |

## スタッフ
- 監督：ジョン・ヒューストン
- 製作：ジョン・フォアマン
- 脚本：ウォルター・ヒル、ウィリアム・フェアチャイルド
- 原作：デズモンド・バグリィ
- 撮影：オズワルド・モリス
- 音楽：モーリス・ジャール